# Рочева, Евдокия Семёновна
Евдоки́я Семёновна Ро́чева (1908, Юсьва, Пермская губерния — неизвестно) — советский партийный деятель.

## Биография
Родилась в 1908 году в селе Юсьва (ныне — районный центр в Коми-Пермяцком округе). Член ВКП(б) с 1930 года.
С 1924 года — на хозяйственной, общественной и политической работе. В 1924—1946 гг. — на учёбе в Усть-
Сысольском педагогическом техникуме, руководитель Мохченского детского дома, член бюро Ижемского комитета комсомола, председатель бюро юных пионеров в Ижме, заведующая агитационно-массовым отделом Ижемского райкома ВКП(б), ответственный редактор газеты «Красная Печора», заведующая женским сектором, инструктор Ижемского райкома
ВКП(б), инструктор Северного крайкома ВКП(б), 1-й секретарь Прилузского райкома ВКП(б), заместитель, заведующая отделом руководящих партийных органов Коми обкома ВКП(б).
Избиралась депутатом Верховного Совета СССР 1-го созыва.